# Oude Kijk in 't Jatstraat
De Oude Kijk in 't Jatstraat is een straat in de stad Groningen.
Binnen de Diepenring heet de straat de Oude Kijk in 't Jatstraat; daarbuiten ligt de Nieuwe Kijk in 't Jatstraat. Oorspronkelijk werd de straat ook Rechte Jat genoemd, de huidige Kromme Elleboog was toen bekend als de Kromme Jat. De straat loopt vanaf de Zwanestraat tot aan de diepenring. Ten zuiden van de Zwanestraat loopt de Kijk in 't Jatstraat door als de Stoeldraaierstraat tot aan de Vismarkt.

## De naam

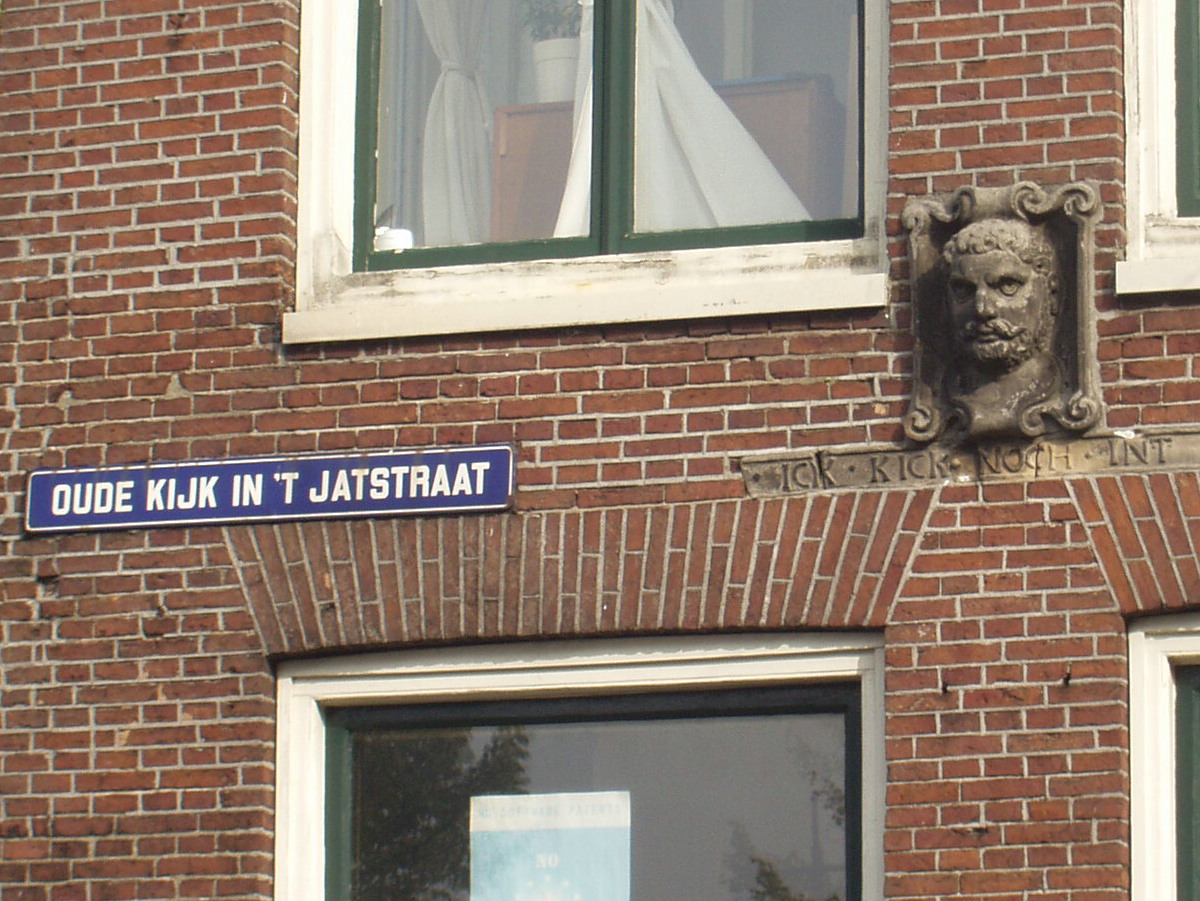
De gevelsteen

De Oude Kijk in 't Jatstraat draagt sinds 1739 de huidige straatnaam, die is afgeleid van de gevelsteen Ick kick nog int in perceel 79. De steen is in 1625 overgebracht uit een toen af te breken huis dat de straat bij de stadsmuur afsloot (de straat kende ter plaatse geen stadspoort).
Op de bewaard gebleven gevelsteen ontbreekt het woord 'jatt' (verwant aan Duitse Gasse). Bedoeld wordt: 'Ik kijk nog in de straat' of 'straat van het huis Kijk in 't.

## Overlevering
Volgens de overlevering is de kop met de krullende baard de beeltenis van bevelhebber der Stad, Carl von Rabenhaupt. Hij verdedigde voor een vergoeding van vierduizend rijksdaalders de vesting Groningen tegen de belegering door de Munsters in 1672. Het Reitdiep was toen nog een open zeegat, oftewel ’t Jat, en diende als belangrijke aanvoerroute voor voedsel en bewapening. Vanuit een controlepost hield een wachter uitzicht op het Reitdiep en zag erop toe dat de doorvaart ongehinderd verliep.
Elke morgen als Von Rabenhaupt zijn inspectie deed riep de wachter hem toe: 'Ik kiek nog in’t Jat.’ Na het ontzet op 28 augustus heeft men tot gedachtenis de beroemde woorden onder zijn portret uitgehouwen. Bij de verhuizing van de stenen nam men helaas niet de goede maat.

## Bijzondere gebouwen
- Met name aan de Oude Kijk in 't Jatstraat bevinden zich meerdere gasthuizen. Op nr. 4 is het Mepschen- of St. Annengasthuis (gesticht in 1479) nog steeds aanwezig.
- Het Armenconvent bevond zich ten noorden van het huidige Harmoniegebouw (1342-1647). Op nr. 53 was het Ubbenagasthuis (1521-1923) te vinden, op nr. 61 de Maria Elisabeth Linhoffstichting (1958).
- Oude Kijk in 't Jatstraat nr. 6, het Hinckaertshuis (1300), is het oudst nog particulier bewoonde woonhuis in Groningen.
- Op nr. 26 is de voorgevel van De Harmonie (sociëteit en onder meer concertzaal) te zien, gebouwd in 1856 en afgebroken in 1973 onder fel protest van de burgerij.
- Het restant van De Harmonie is aan de achterzijde aangevuld met een nieuw complex waarin de faculteiten Letteren en Rechtsgeleerdheid van de Rijksuniversiteit Groningen zijn ondergebracht.
- Op het voorplein is een buste van Aletta Henriëtte Jacobs (1854 - 1929) te zien, een van de eerste vrouwelijke studenten in Nederland (een kunstwerk van Theresia van der Pant, 1987).
- Op het plein achter het voorgebouw bevindt zich sinds 1999 een kunstwerk van Marte Röling in de vorm van een wimpel. De moeilijk leesbare tekst Non scolae sed vitae bedoelt studenten duidelijk te maken dat zij niet leren voor de universiteit maar voor het leven. Het kunstwerk is geplaatst ter gelegenheid van het 385-jarig bestaan van de RUG in 1999.

## Monumenten
De Oude Kijk in 't Jatstraat telt 11 rijksmonumenten en 25 panden die beschermd worden als gemeentelijk monument.
| Adres                           | Bouwjaar | Beschrijving                                                                     | Monument  | Foto                            |
| ------------------------------- | -------- | -------------------------------------------------------------------------------- | --------- | ------------------------------- |
| Oude Kijk in 't Jatstraat 1     | 17e eeuw | Winkelpand met bovenwoning, souterrain met drie bouwlagen en zadeldak.           | GM 103837 |                                 |
| Oude Kijk in 't Jatstraat 2     | 19e eeuw | Oorspronkelijk winkel met magazijn                                               | GM 108224 |                                 |
| Oude Kijk in 't Jatstraat 3     | 1905     | Winkel met bovenwoning in art-nouveau-stijl, ontwerp A.Th. van Elmpt             | GM 102982 |                                 |
| Oude Kijk in 't Jatstraat 4     | 1479     | Mepschengasthuis                                                                 | RM 18647  | Oude Kijk in 't Jatstraat 4     |
| Oude Kijk in 't Jatstraat 5     |          | Pand met verdieping onder zadeldak, ingang naar voormalige UB in Zwanestraat 33. | RM 18644  | Oude Kijk in 't Jatstraat 5     |
| Oude Kijk in 't Jatstraat 6     | 1300     | Hinckaertshuis                                                                   | RM 18648  | Oude Kijk in 't Jatstraat 6     |
| Oude Kijk in 't Jatstraat 8     | 17e eeuw | Negen traveeën breed pand onder dwars zadeldak tussen topgevels.                 | RM 18649  | Oude Kijk in 't Jatstraat 8     |
| Oude Kijk in 't Jatstraat 9     | 17e eeuw | Vier traveeën breed pand met verdieping en lage zolderverdieping                 | RM 18645  | Oude Kijk in 't Jatstraat 9     |
| Oude Kijk in 't Jatstraat 10    | 18e eeuw | Drielaags voorhuis met enkellaags achterhuis                                     | RM 486114 | Oude Kijk in 't Jatstraat 10    |
| Oude Kijk in 't Jatstraat 18    |          | Pand onder zadeldak                                                              | RM 18650  | Oude Kijk in 't Jatstraat 18    |
| Oude Kijk in 't Jatstraat 19    | 1896     | Winkelpand op de hoek van de Broerstraat, ontwerp van A.Th. van Elmpt            | RM 486108 | Oude Kijk in 't Jatstraat 19    |
| Oude Kijk in 't Jatstraat 20    |          |                                                                                  | GM 103005 |                                 |
| Oude Kijk in 't Jatstraat 22    |          |                                                                                  | GM 103006 |                                 |
| Oude Kijk in 't Jatstraat 23    | ca 1885  | Winkel met bovenwoning, in 1925 aangepast naar ontwerp van H. Rots               | GM 102987 |                                 |
| Oude Kijk in 't Jatstraat 26    | 1856     | De Harmonie                                                                      | GM 103012 | Oude Kijk in 't Jatstraat 26    |
| Oude Kijk in 't Jatstraat 27    |          |                                                                                  | GM 108707 |                                 |
| Oude Kijk in 't Jatstraat 28    |          |                                                                                  | GM 103013 |                                 |
| Oude Kijk in 't Jatstraat 30    |          |                                                                                  | GM 103014 |                                 |
| Oude Kijk in 't Jatstraat 31    |          |                                                                                  | GM 102988 |                                 |
| Oude Kijk in 't Jatstraat 33    |          |                                                                                  | GM 102989 |                                 |
| Oude Kijk in 't Jatstraat 36    |          |                                                                                  | GM 104387 |                                 |
| Oude Kijk in 't Jatstraat 37    |          |                                                                                  | GM 102991 | Ode Kijk in 't Jatstraat 37     |
| Oude Kijk in 't Jatstraat 38    | 1893     | Woonhuis in neorenaissancestijl                                                  | RM 486122 | Oude Kijk in 't Jatstraat 38    |
| Oude Kijk in 't Jatstraat 41    |          |                                                                                  | GM 102992 |                                 |
| Oude Kijk in 't Jatstraat 42    |          |                                                                                  | RM 486134 | Oude Kijk in 't Jatstraat 42    |
| Oude Kijk in 't Jatstraat 43-45 |          |                                                                                  | GM 102993 |                                 |
| Oude Kijk in 't Jatstraat 46    |          |                                                                                  | GM 103018 |                                 |
| Oude Kijk in 't Jatstraat 52    |          |                                                                                  | GM 103021 |                                 |
| Oude Kijk in 't Jatstraat 57    |          |                                                                                  | GM 102995 |                                 |
| Oude Kijk in 't Jatstraat 58    |          |                                                                                  | GM 103023 |                                 |
| Oude Kijk in 't Jatstraat 59    |          |                                                                                  | GM 102996 |                                 |
| Oude Kijk in 't Jatstraat 63    |          |                                                                                  | GM 103802 |                                 |
| Oude Kijk in 't Jatstraat 65    |          |                                                                                  | GM 102997 |                                 |
| Oude Kijk in 't Jatstraat 66    |          |                                                                                  | GM 103024 |                                 |
| Oude Kijk in 't Jatstraat 73    |          |                                                                                  | GM 108727 |                                 |
| Oude Kijk in 't Jatstraat 75-79 |          |                                                                                  | RM 18646  | Oude Kijk in 't Jatstraat 73-79 |